# Валавская Рудня (Ельский район)
Валавская Рудня (бел. Валаўская Рудня) — деревня в Кочищанском сельсовете Ельского района Гомельской области Белоруссии.
Поблизости находится месторождения железняка.

## География

### Расположение
В 28 км на юго-запад от Ельска, в 15 км от железнодорожной станции Словечно (на линии Калинковичи — Овруч), в 194 км от Гомеля.

## Гидрография
Река Батывля (приток реки Словечна).

## Транспортная сеть
На автомобильной дороге Засинцы — Ельск. Планировка состоит из прямолинейной улицы с запада переулками, ориентированной с юго-запада на северо-восток. Застройка компактная, деревянная, усадебного типа.

## История
Согласно письменным источникам известна с 1-й половины XIX века, когда в эти места переселились несколько семей из деревни Валавск. В 1879 году упоминается как селение Скороднянского церковного прихода. Согласно переписи 1897 года находилась водяная мельница, в Скороднянской волости Мозырского уезда Минской губернии.
В 1930 году создан колхоз имени М. И. Калинина, работала кузница. Во время Великой Отечественной войны в июле 1942 года оккупанты сожгли деревню и убили 43 жителей. 36 жителей погибли на фронте. В 1959 году центр колхоза имени М. И. Калинина. Раасполагались начальная школа, клуб, библиотека, магазин, отделение связи, фельдшерско-акушерский пункт.

## Население

### Численность
- 2004 год — 83 хозяйства, 195 жителей.

### Динамика
- 1897 год — 27 дворов, 179 жителей (согласно переписи).
- 1908 год — 30 дворов, 105 жителей.
- 1917 год — 319 жителей.
- 1924 год — 78 дворов, 377 жителей.
- 1940 год — 95 дворов, 525 жителей.
- 1959 год — 251 житель (согласно переписи).
- 2004 год — 83 хозяйства, 195 жителей.